# Агілон
Агілон (ісп. Aguilón) — муніципалітет в Іспанії, у складі автономної спільноти Арагон, у провінції Сарагоса. Населення — 250 осіб (2010).
Муніципалітет розташований на відстані близько 240 км на північний схід від Мадрида, 41 км на південь від Сарагоси.

## Демографія
Динаміка населення (INE ):